# Гібсон (Айова)
Гібсон (англ. Gibson) — місто (англ. city) в США, в окрузі Кіокак штату Айова. Населення — 63 особи (2020).

## Географія
Гібсон розташований за координатами 41°28′49″ пн. ш. 92°23′31″ зх. д. / 41.48028° пн. ш. 92.39194° зх. д. (41.480236, -92.392045).  За даними Бюро перепису населення США в 2010 році місто мало площу 0,17 км², уся площа — суходіл.

## Демографія
Згідно з переписом 2010 року, у місті мешкала 61 особа в 28 домогосподарствах у складі 18 родин. Густота населення становила 356 осіб/км².  Було 34 помешкання (198/км²).
Расовий склад населення:
| - 98,4 % — білих - 1,6 % — азіатів |

До двох чи більше рас належало 0,0 %. Частка іспаномовних становила 0,0 % від усіх жителів.
За віковим діапазоном населення розподілялося таким чином: 24,6 % — особи молодші 18 років, 57,4 % — особи у віці 18—64 років, 18,0 % — особи у віці 65 років та старші. Медіана віку мешканця становила 41,5 року. На 100 осіб жіночої статі у місті припадало 90,6 чоловіків;  на 100 жінок у віці від 18 років та старших — 100,0 чоловіків також старших 18 років.
Середній дохід на одне домашнє господарство  становив 38 366 доларів США (медіана — 37 500), а середній дохід на одну сім'ю — 55 133 долари (медіана — 37 500). За межею бідності перебувало 14,0 % осіб, у тому числі 0,0 % дітей у віці до 18 років та 0,0 % осіб у віці 65 років та старших.
Цивільне працевлаштоване населення становило 27 осіб. Основні галузі зайнятості: виробництво — 44,4 %, оптова торгівля — 22,2 %, освіта, охорона здоров'я та соціальна допомога — 22,2 %.